# دكتاتور خيري مدى الحياة

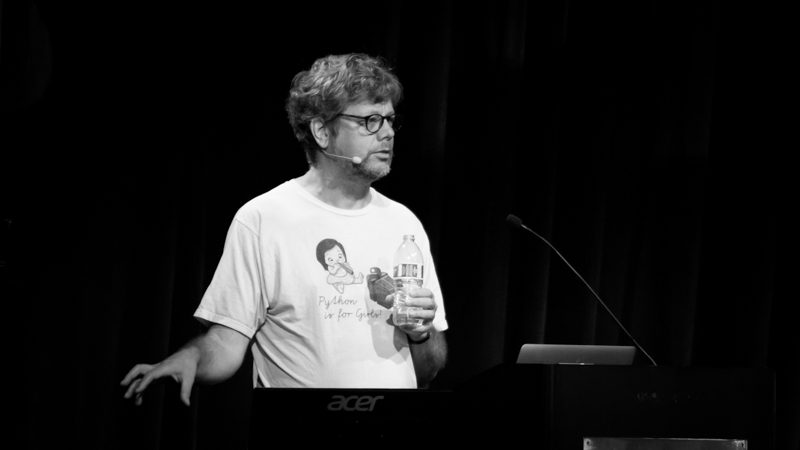
جويدو فان روسوم بايكون 2013

الديكتاتور الخيري مدى الحياة (بالإنجليزية: Benevolent dictator for life (BDFL)) هو عنوان يُعطى لعدد صغير من قادة تطوير البرمجيات مفتوحة المصدر، وعادة ما يكون مؤسسو المشروع الذين يحتفظون بالقرار النهائي في النزاعات أو النقاشات داخل المجتمع. نشأت العبارة عام 1995 بالإشارة إلى جايدو ڤان روسم، مبتكر لغة برمجة بايثون.

## أصل المصطلح
بعد فترة وجيزة من انضمام فان روسوم إلى مؤسسة المبادرات البحثية الوطنية، ظهر المصطلح في رسالة متابعة من طرف كين مانهايمر إلى اجتماع يحاول إنشاء مجموعة شبه رسمية تشرف على تطوير بايثون وورش العمل؛ تضمن هذا الاستخدام الأولي نكتة إضافية لتسمية فان روسوم «أول ديكتاتور خيري مؤقت مدى الحياة». أعلن فان روسوم في 12 يوليو 2018، أنه سيتنحى عن منصبه كديكتاتور خيري مدى الحياة في بايثون.

## عبارات مشابهة
لا ينبغي الخلط بينه وبين مصطلح أكثر شيوعا لقادة مفتوحة المصدر، «دكتاتور خيري»، الذي انتشر شعبياً من قبل إريك ريموند مقال الصورة " Homesteading the Noosphere ". من بين الموضوعات الأخرى المتعلقة ثقافة الهاكر، يوضح ريمون كيف أن طبيعة المصدر المفتوح تجبر «الديكتاتورية» على إبقاء نفسها خيرة، لأن الخلاف الشديد يمكن أن يؤدي إلى انشقاق المشروع تحت حكم قادة جدد.

## الديكتاتوريون الحاليون
| الاسم                            | المشروع          | النوع                                                                 | العنوان المرجعي |
| -------------------------------- | ---------------- | --------------------------------------------------------------------- | --------------- |
| سيلفان بنر                       | سبيس ماكس        | توزيعات إيماكس يحركها المجتمع                                         | [ 4 ]           |
| فيتاليك بوترين                   | إثؤنوم           | العملة المشفرة القائمة على بلوكتشين                                   | [ 5 ]           |
| دريس بيتيلت                      | دوربال           | اطار إدارة محتوى                                                      | [ 6 ]           |
| إيفان تشابليكي                   | إلم              | Front-end لغة برمجة للويب                                             | [ 7 ] [ 8 ]     |
| ديفيد هاينماير هانسون            | روبي أون ريلز    | اطار عمل للويب                                                        | [ 9 ]           |
| ريتش هيكي ‏                       | كلوجر            | لغة برمجة                                                             | [ 10 ]          |
| أدريان هولوفاتي و جاكوب كابل موس | جانغو            | اطار ويب                                                              | [ 11 ]          |
| لانت دستاليسور                   | Dolibarr ERP CRM | مجموعة برمجيات لتخطيط موارد المؤسسة وإدارة علاقات العملاء             | [ 12 ]          |
| فرانسوا كوليه                    | كيراس            | اطار تعلم عميق (ذكاء صنعي)                                            | [ 13 ]          |
| أوكزافي لوغوا                    | أو كامل          | لغة برمجة                                                             | [ 14 ] [ 15 ]   |
| يوكيهيرو ماتسوموتو (ماتز)        | روبي             | لغة برمجة                                                             | [ 16 ]          |
| ويس ماكيني                       | بانداس           | مكتبة بايثون لتحليل البيانات                                          | [ 17 ]          |
| برام مولينار                     | فيم              | محرر نصوص                                                             | [ 18 ]          |
| مات مولينغ                       | ووردبرس          | اطار إدارة محتوى                                                      | [ 19 ]          |
| مارتن أودرسكي                    | سكالا            | لغة برمجة                                                             | [ 20 ]          |
| تايلور أوتويل                    | لارافل           | اطار ويب                                                              | [ 21 ] [ 22 ]   |
| ثيو د رادت                       | OpenBSD          | نظام تشغيل يونيكس                                                     | [ 23 ]          |
| طن روزندال                       | بلندر            | برنامج نمذجة وتصميم ثلاثي الأبعاد                                     | [ 24 ]          |
| سيباستيان روس                    | أورتشارد بروجيكت | اطار إدارة محتوى                                                      | [ 25 ]          |
| مارك شاتلورث                     | أوبونتو          | توزيعة لينكس                                                          | [ 26 ]          |
| دون سايم                         | إف شارب          | لغة برمجة                                                             | [ 27 ]          |
| لينوس تورفالدس                   | نواة لينكس       | نواة نظام التشغيل                                                     | [ 9 ] [ 28 ]    |
| خوسيه فاليم                      | إليكسر           | لغة برمجة                                                             | [ 29 ]          |
| باولي فيرتانين                   | ساي باي          | مكتبة بايثون تستخدم للحوسبة العلمية والتقنية                          | [ 30 ] [ 31 ]   |
| باتريك فولكردينج                 | سلاكوير          | توزيعة جنو/لينكس                                                      | [ 32 ]          |
| ناثان فوكسلاند                   | ليكويبز          | إدارة مخططات قواعد البيانات                                           | [ 33 ]          |
| شاون واكر                        | دوت نت نوذ       | اطار تطبيق ويب                                                        | [ 34 ]          |
| لاري وول                         | بيرل             | لغة برمجة                                                             | [ 35 ]          |
| جيرمي سولر                       | ريجوكس           | نظام تشغيل                                                            | [ 37 ]          |
| ستيفن ولفرام                     | لغة وف فارم      | لغة برمجة                                                             | [ 38 ]          |
| أويغن روخكو                      | ماستودن          | شبكة اجتماعية مفتوحة المصدر، لامركزية                                 | [ 39 ]          |
| ديلان أرابس                      | كِسْ لينكس         | توزيع لينكس بير بونس (عظام عارية) على أساس musl libc وبازي بوكس       | [ 40 ]          |
| جافن ميندل                       | تيبرمينوس بي دي  | قاعدة بيانات الرسم البياني مفتوحة المصدر لتمثيل الرسم البياني المعرفي | [ 41 ] [ 42 ]   |